# Клайн-Винтернхайм
Клайн-Винтернхайм (нем. Klein-Winternheim) — община в Германии, в земле Рейнланд-Пфальц. 
Входит в состав района Майнц-Бинген. Подчиняется управлению Нидер-Ольм.  Население составляет 3542 человека (на 31 декабря 2010 года). Занимает площадь 5,51 км².
Коммуна подразделяется на 2 сельских округа.